# Circonscription de Mitchell

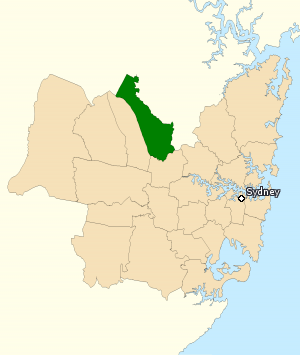
La circonscription de Mitchell (en vert) au nord de Sydney en Nouvelle-Galles du Sud.

La circonscription de Mitchell est une circonscription électorale australienne en Nouvelle-Galles du Sud. Elle a été créée en 1949 et porte le nom du major Thomas Mitchell qui fut l'un des premiers explorateurs de vastes régions de Nouvelle-Galles du Sud et du Victoria.
Elle est située au nord de Sydney et comprend les villes de Baulkham Hills, Castle Hill, North Rocks, West Pennant Hills, Glenhaven, Dural, Kenthurst et Nelson ainsi que des parties de Carlingford, Kellyville et Rouse Hill. Dans les années 1970, elle est devenue une circonscription sûre pour le Parti libéral.

## Députés
| Nom                 | Parti         | Période de mandat |
| ------------------- | ------------- | ----------------- |
| Roy Wheeler         | Parti libéral | 1949–1961         |
| John Armitage       | Travailliste  | 1961–1963         |
| Leslie Irwin        | Parti libéral | 1963–1972         |
| Alfred Ashley-Brown | Travailliste  | 1972–1974         |
| Alan Cadman         | Parti libéral | 1974–2007         |
| Alex Hawke          | Parti libéral | 2007–en cours     |